# Ван Е (шорт-трекистка)
Ван Е (кит. трад. 王晔, англ. Wang Ye; род. 29 августа 2005 года в Пекине, Китай) — китайская шорт-трекистка. Чемпионка мира и 3-кратная чемпионка мира среди юниоров. Выступает за команду Пекина.

## Биография
Ван Е родилась в районе Хайдянь в Пекине. В возрасте 2-х лет родители купили ей пару роликовых коньков, чтобы она могла заниматься спортом. В 4 года встала на коньки. Помимо катания на роликах и коньках, Ван Е в детстве также училась игре на фортепиано, танцам, рисованию, вокалу, катанию на лыжах, плаванию и т. д. На момент её увлечения конькобежным спортом в Пекине не было крытого катка, подходящего для шорт-трека, поэтому она тренировалась в замёрзших канавах местных речек. В шестом классе, в возрасте 11 лет, Ван Е сделала выбор между катанием на коньках и фортепиано.
В 2017 году была выбрана в команду по шорт-треку и участвовала в Национальной молодежной лиге. В сезоне 2017-2018 она завоевала 12 медалей, из них семь золотых. Она тренировалась в Циндао, Чанчуне и других местах, и её мама Ван Лихуа всегда была рядом с ней. В 2018 году Ван Е была в качестве запасной на зимних Олимпийских играх в Пекине из-за своего юного возраста. В апреле 2018 года Ван Е была выбрана в национальную юношескую команду по шорт-треку "genius" и тогда же начала профессиональное обучение в средней школе при Пекинском педагогическом университете. 
В ноябре того же года она выиграла эстафету, 500, 1000, 1500 метров и общий зачёт многоборья среди юниоров на зимних играх в Пекине. В 2019 году Ван Е была выбрана в национальную юниорскую сборную по шорт-треку, став самой юной спортсменкой в китайской команде. В августе на Вторых национальных юношеских играх заняла первое место на дистанциях 500, 1500 метров и в женской эстафете. В июле 2020 года Ван Е повредила на тренировке два колена и более года проходила реабилитацию.
В сентябре 2022 года была выбрана в национальную команду и в ноябре поехала на этап Кубка мира в Монреале, но не смогла участвовать из-за простуды. В январе 2023 года на дебютном чемпионате мира среди юниоров в Дрездене выиграла серебро в женской эстафете. В апреле 2023 года она одержала победу в забеге на 500 метров на национальном чемпионате Китая, а также выиграла золото в смешанной эстафете и бронзу в женской эстафете. В октябре на этапе Кубка мира в Монреале, в составе команды выиграла дважды смешанную эстафету, а в декабре Ван Е заняла 3-е место в забеге на 500 метров на этапах в Пекине и Сеуле. 
В январе на 14-х зимних играх Китая в составе команды Цзилиня она выиграла золото в смешанной эстафете и в забеге на 500 метров. 11 февраля 2024 года заняла 2-е место в беге на 500 метров на этапе в Дрездене, при этом установила новый рекорд Китая с результатом 42,378 секунды. В конце месяца на чемпионате мира среди юниоров в Гданьске завоевала золотые медали в забегах на 500, 1000 метров и в смешанной эстафете. В марте на чемпионате мира в Роттердаме завоевала золото в смешанной эстафете, заняла 6-е место в беге на 500 метров и 5-е в женской эстафете. В сентябре 2024 года Ван Е стала во второй раз подряд чемпионкой Китая в забеге на 500 метров, а 20 октября была выбрана в сборную страны на сезон 2024-2025 годов.

## Награды
- май 2021 года - награждена «Молодежной медалью Четвертого мая» района Хайдянь.
- апрель 2022 года - удостоена звания «Выдающийся член Союза коммунистической молодежи Пекина».
- февраль 2023 года — названа Элитным спортсменом международного класса.